# Lunar Orbiter 4
Lunar Orbiter 4 – czwarta z bezzałogowych sond do badań Księżyca programu Lunar Orbiter. Satelita ten został zaprojektowany tak, aby wykorzystać to, iż jego trzej poprzednicy zakończyli już mapowanie terenu i wybór lokalizacji dla załogowych misji programu Apollo. Jego cel był bardziej ogólny – wykonanie systematycznego fotograficznego przeglądu obiektów na całej księżycowej powierzchni, aby powiększyć wiedzę naukową na temat ich natury, pochodzenia i procesów tam zachodzących. Zebrane przez niego dane miały posłużyć do wyboru miejsc do dokładniejszego zbadania przez przyszłe lądowniki i misje orbitalne. Lunar Orbiter 4 był także wyposażony w czujniki reagujące na promieniowanie kosmiczne i detektor mikrometeoroidów.

## Przebieg misji

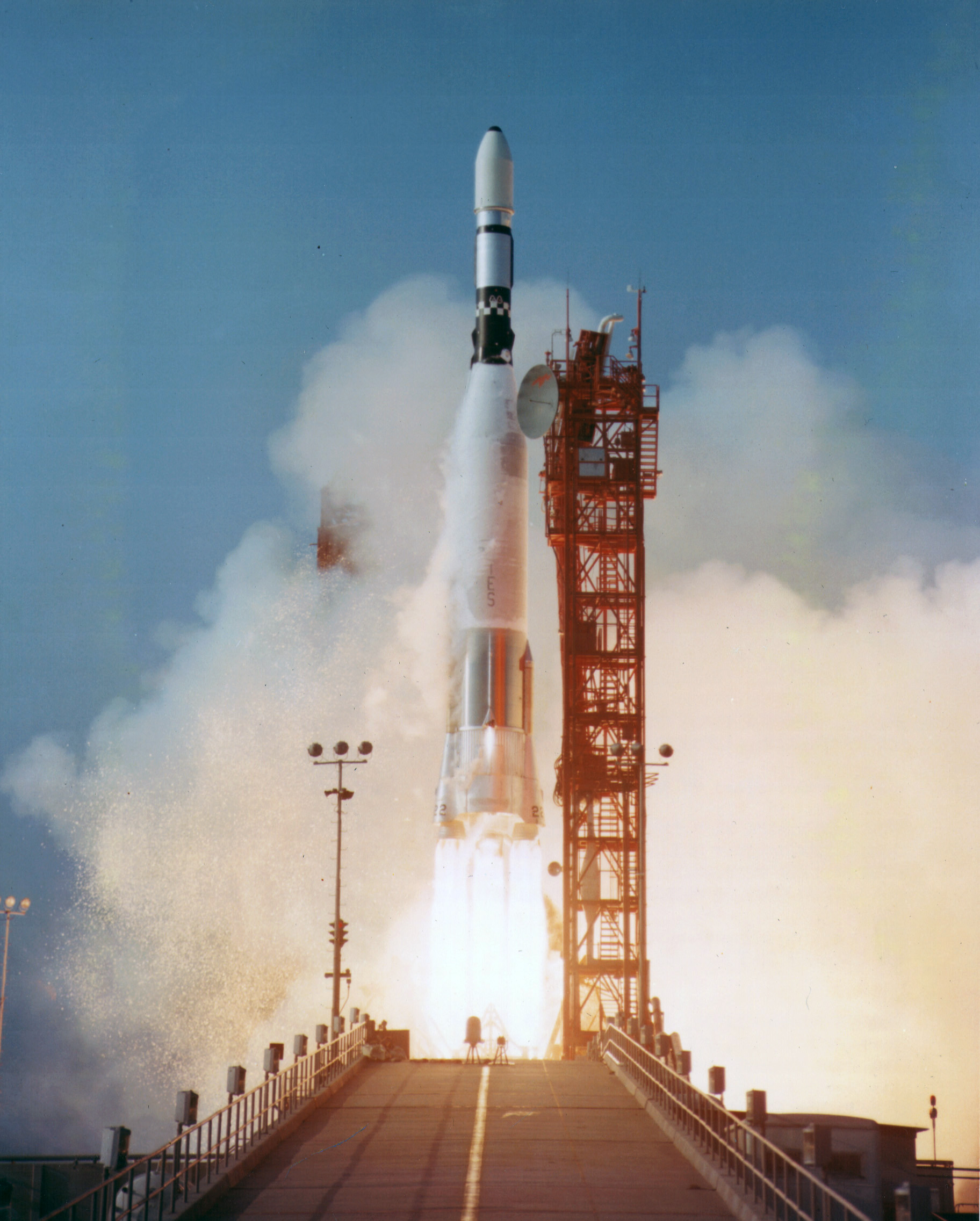
Start rakiety Atlas Agena D z sondą Lunar Orbiter 4 na pokładzie

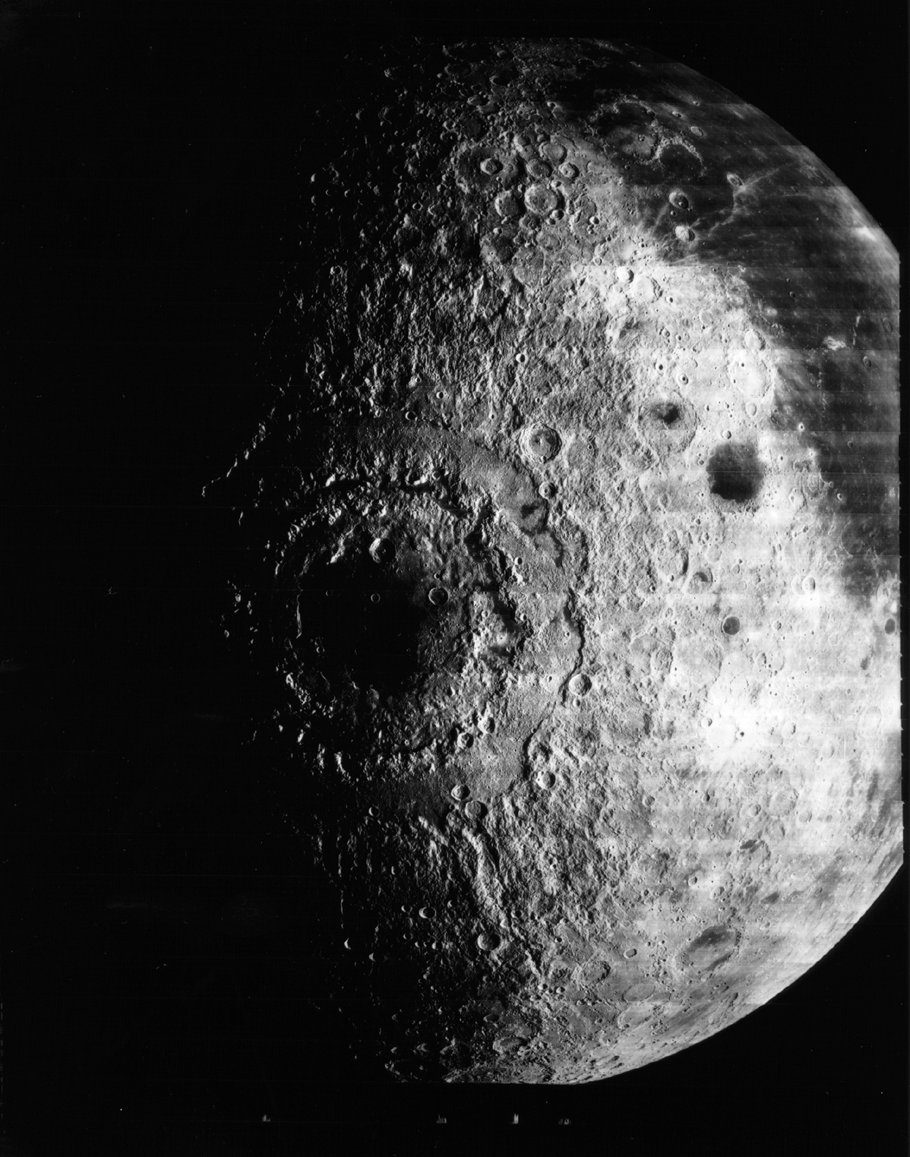
Mare Orientale na zdjęciu wykonanym przez sondę Lunar Orbiter 4

Satelita został wystrzelony 4 maja 1967 o godzinie 22:25 GMT. Próbnik ten 8 maja 1967 wszedł na orbitę okołoksiężycową o wys. 2710/6036 km, okresie orbitalnym 721 min oraz inklinacji 85,5° (był to pierwszy satelita Księżyca, który osiągnął orbitę biegunową). Dzięki takiemu usytuowaniu orbity w zasięgu kamer obserwacyjnych znalazło się aż 97% powierzchni Księżyca. Po raz pierwszy można było również uzyskać obrazy podbiegunowych obszarów satelity obserwowane z góry. Nowością było wykrycie przez kamery na „odwrotnej” stronie Księżyca doliny o rozmiarach 320×16 km – największego tego rodzaju obiektu na Księżycu. Kamery Lunar Orbitera rozróżniały obiekty, które miały rozmiary rzędu 60 metrów. 10 czerwca 1967 roku uruchomiono ponownie silniki hamujące, obniżając wysokość peryselenium orbity do 76 km, zaś aposelenium do 4560 km.
W sumie wykonano 419 fotografii wysokiej i 127 średniej rozdzielczości. Większość danych była zbierana w celu przygotowania następnych misji.
Spadł na powierzchnię Księżyca 6 października 1967 pomiędzy 22-30°W.